# Sidi Boutouchent
Sidi Boutouchent (em árabe: سيدي بوتوشنت) é uma comuna localizada na província de Tissemsilt, Argélia. Sua população estimada em 2008 era de 4 224 habitantes.